# Karoly Grosz (illustratör)

Karoly Grosz, född omkring 1896, död efter 1938, var en ungersk-amerikansk illustratör av filmaffischer från Hollywoods klassiska era.

## Biografi
Grosz föddes 1896 som Grósz Károly, i Ungern. Han utvandrade som femåring med föräldrarna till USA.
Karoly Grosz arbetade som art director vid Universal Pictures under större delen av 1930-talet och översåg företagets reklamkampanjer och bidrog själv med hundratals egna illustrationer. Han är särskilt ihågkommen för sina dramatiska, färgglada affischer för klassiska skräckfilmer som Mysteriet Dracula (1931), Frankenstein (1931), Mumien vaknar (1932),) Den osynlige mannen (1933) och Frankensteins brud (1935). Förutom skräckfilmer har Grosz även gjort affischer till andra genrer såsom krigsfilmen På västfronten intet nytt (1930) och screwballkomedin Godfrey ordnar allt (1936).
Litografier av hans affischer är sällsynta och högt värderade av samlare. Två affischer som Grosz illustrerat – reklam för Frankenstein och Mumien vaknar – har båda satt auktionsrekord för världens dyraste filmaffisch. Den senare höll rekordet i nästan 20 år och kan, när den såldes år 1997, ha varit den dyraste konstgrafiken någonsin. Webbplatsen LearnAboutMoviePosters (LAMP) noterade att Grosz i augusti 2016 var den konstnär som hade flest affischer som sålts för minst 20 000 dollar.      

## Andra med samma namn
Károly Grósz är ett vanligt namn i födelselandet Ungern. Så hette bland andra Károly Grósz (1930–1996), premiärminister i Ungern 1987–1988.